# El jefe (obra de teatro)
El jefe es una obra de teatro en tres actos, de Joaquín Calvo Sotelo, estrenada en el Teatro María Guerrero, de Madrid el 5 de marzo de 1953.

## Argumento
En un país imaginario una banda de revolucionarios capitaneados por Anatol cometen un magnicidio y acaban con la vida del presidente. En su huida, se convierten en un grupo de fugitivos que deben convivir en comunidad. Las luchas entre ellos se ponen de manifiesto cuando Anatol cae en el mismo autoritarismo del que acusaba a su víctima. Su rival, Tommy, acabará a su vez con la vida del líder.

## Representaciones destacadas
- Teatro (Estreno, 1953).
  - Dirección: Joaquín Calvo Sotelo.
  - Intérpretes: Enrique Diosdado (Anatol), Mary Carrillo (Esther), Adolfo Marsillach, Gaspar Campos, José Vivó, Mari Carmen Díaz de Mendoza, Manuel Márquez.